# Liste der Naturdenkmale in Nohn
Die Liste der Naturdenkmale in Nohn nennt die im Gemeindegebiet von Nohn ausgewiesenen Naturdenkmale (Stand 4. Juni 2024).

## Naturdenkmale
| Nr.         | Bezeichnung                               | Lage                                           | Beschreibung                                                                                      | Bild            |
| ----------- | ----------------------------------------- | ---------------------------------------------- | ------------------------------------------------------------------------------------------------- | --------------- |
| ND-7233-175 | Spitzahorn am Kapellchen der Nohner Mühle | südwestlich des Ortes; Flur Am Mühlenberg Lage | Acer platanoides, 1840 gepflanzt, 18 m hoch bei 2,6 m Brusthöhenumfang und 18 m Kronendurchmesser | Fotos hochladen |